# Вспышка вируса Марбург (2024)
Вспышка вируса Марбург в Руанде (2024) — эпидемия вирусной болезни, вызванной вирусом Марбург, начавшаяся в сентябре 2024 года в Руанде. Это первый задокументированный случай вспышки болезни Марбург в стране. Эпидемия в основном затронула медицинских работников в больницах Кигали и соседних регионах.
Вирус Марбург — это высокоопасная инфекция, похожая по симптомам и течению на вирус Эбола, однако в настоящее время не существует утверждённых вакцин или специфических методов лечения.

## Хронология событий эпидемии
Первые случаи заболевания были зарегистрированы 27 сентября 2024 года в столице Руанды, Кигали. По состоянию на 23 октября 2024 года зарегистрировано 62 подтвержденных случая заболевания, из которых 15 завершились летальным исходом, что составляет летальность около 24,2%. Большинство зараженных — медицинские работники, которые ухаживали за больными в отделениях интенсивной терапии.

## Распространение инфекции и меры противодействия
Вспышка сосредоточена в столице Кигали и соседних провинциях. По состоянию на 20 октября случаи были зарегистрированы в семи из тридцати округов Руанды, причем три округа в провинции Кигали (Гасабо, Кикукиро и Ньяругенге) сообщили о наибольшем количестве случаев. Всемирная организация здравоохранения (ВОЗ) классифицировала уровень риска на национальном уровне как «очень высокий», на региональном — «высокий», а на глобальном — «низкий» в связи с увеличением числа заражённых среди медицинских работников. На данный момент инфицированные пациенты госпитализированы в нескольких медицинских учреждениях, а в поражённых районах активно ведётся работа по выявлению контактных лиц и изоляции потенциально заражённых.

## Ответ властей и международная помощь
Министерство здравоохранения Руанды при поддержке ВОЗ и CDC начало масштабную кампанию по предотвращению дальнейшего распространения заболевания. В рамках мер включено отслеживание контактов, карантин для инфицированных и активная информационная кампания среди населения по вопросам безопасности. Также при поддержке международных партнеров, включая Глобальная сеть для реагирования на вспышки и инфекции (GOARN), оказана помощь в виде медицинских бригад и необходимого оборудования для диагностики и лечения.

## Вирус и его симптомы
Вирус Марбург относится к семейству фило-вирусов, к которому также относится вирус Эбола. Основные симптомы включают высокую температуру, сильную лихорадку, кровотечения и отказ работы органов. Инкубационный период вируса может составлять от 2 до 21 дня. Основными путями передачи вируса являются контакт с биологическими жидкостями инфицированных лиц или заражёнными предметами и поверхностями. В отсутствие вакцин или лекарственных средств основным методом лечения остается поддерживающая терапия.